# تیبکو
تیبکو (انگلیسی: TIBCO) شرکت نرم‌افزار آمریکایی است، که در سال ۱۹۹۷ تأسیس شد.